# Crocidura douceti
Crocidura douceti es una especie de musaraña (mamífero placentario de la familia de los sorícidos).

## Distribución geográfica
Se encuentra en Costa de Marfil, Guinea y, posiblemente también en Nigeria.

## Estado de conservación
Su principal amenaza es la desforestación.